# Болото (Емецкое сельское поселение)
Болото — деревня в Холмогорском районе Архангельской области.

## География
Находится в центральной части Архангельской области на расстоянии приблизительно 19 км на север-северо-запад по прямой от села Емецк на правобережье речки Сия. Входит в куст деревень Сия.

## История
В 1859 году здесь (тогда деревня Холмогорского уезда Архангельской губернии) было учтено 3 двора. До 2022 года входила в Емецкое сельское поселение до его упразднения.

## Население
Численность населения: 19 человек (1859 год), 13 (русские 92 %) в 2002 году, 5 в 2010.